# The Cape (2011)
The Cape (no Brasil: O Capa) é uma série de televisão dos Estados Unidos, com temática de super-herói. Estreou domingo dia 9 de janeiro de 2011, 9:00 PM (21:00 horas) nos Estados Unidos pela NBC e no Canadá pela Citytv, com exibição dos dois primeiros episódios somando duas horas de duração. Os episódios foram reprisados no mesmo horário do dia seguinte, e então os episódios restantes também foram exibidos no mesmo horário toda segunda.
Foram encomendados 13 episódios para a primeira temporada, mas a NBC reduziu seu pedido para 10 episódios quando constatou que a série não conseguiria registrar uma boa audiência. Em 2 de março de 2011, a NBC informou que o último episódio seria exibido somente em seu site oficial (nbc.com).
No Brasil, foi exibida pelo canal por assinatura Universal Channel e estreou sexta-feira dia 11 de fevereiro de 2011, com o episódio piloto exibido 21:00 horas e o episódio "Tarot" exibido 22:00 horas. O último episódio foi exibido pelo canal em 15 de abril de 2011. A série também foi exibida no Brasil pela rede de televisão aberta Rede Record, de 29 de dezembro de 2012 a 2 de fevereiro de 2013.
Em Portugal, foi exibida pelo Syfy Portugal.

## Sinopse
Para trazer a verdade a tona vai nascer um novo super-herói. Vincent "Vince" Faraday é um policial honesto, mas acusado de uma série de assassinatos, que acaba sendo forçado a se esconder e abandonar a esposa e o filho. Convencido a voltar para sua família e a combater o crime em Palm City, ele se torna "The Cape", super-herói das histórias em quadrinhos preferidas do seu filho.

## Elenco

### Principal
- David Lyons como Vincent "Vince" Faraday / The Cape
- Keith David como Maxwell "Max" Malini
- Summer Glau como Orwell
- James Frain como Peter Fleming / Chess
- Jennifer Ferrin como Dana Faraday
- Ryan Wynott como Trip Faraday
- Dorian Missick como Marty Voyt
- Martin Klebba como Rollo

### Recorrente
- Vinnie Jones como Dominic Raoul / Scales
- Richard Schiff como Patrick Portman
- Mather Zickel como Travis Hall
- Izabella Miko como Raia
- Elliott Gould como Samuel

### Convidado
- Raza Jaffrey como Raimonde LeFleur / Cain
- Thomas Kretschmann como Gregor Molotov
- Mena Suvari como Tracey Jarrod / Dice
- Pruitt Taylor Vince e Chad Lindberg como Goggles & Hicks
- Glenn Fitzgerald como Conrad Chandler / The Lich
- Grant Bowler como Razer
- Michael Irby como Tommy Molinari / Pokerface